# 16 octobre en sport
16 septembre 16 novembre
Chronologies thématiques
- Croisades
- Ferroviaires
- Disney

Le 16 octobre (289e jour de l'année ou le 290e en cas d'année bissextile) en sport.

## Événements

### XIXesiècle
- 1861 :
  - (Baseball /NABBP) : les Brooklyn Atlantics remportent le 5e championnat de Baseball de la NABBP avec 5 victoires et 2 défaites[1].
- 1875 :
  - (Athlétisme) : premier numéro du journal sportif anglais The Athletic News.
- 1888 :
  - (Baseball /World's Championship Series) : début de la 5e édition aux États-Unis des World's Championship Series de Baseball entre les champions de l'American Association et de la Ligue nationale.

### XXesièclede1951à2000
- 1994 :
  - (Formule 1) : Grand Prix d'Europe.

### XXIesiècle
- 2005 :
  - (Athlétisme) : l'Éthiopien Haile Gebrselassie remporte en 2 h 06 min 20 s le marathon d'Amsterdam devant le Kenyan Daniel Yego et son compatriote Tesfaye Tola.
  - (Formule 1) : Grand Prix automobile de Chine.
- 2011 :
  - (Formule 1) : Grand Prix de Corée du Sud.
- 2016 :
  - (Compétition automobile /Rallye) : le Français Sébastien Ogier remporte le Rallye de Catalogne devant l'Espagnol Dani Sordo (+15 secondes). Une victoire synonyme d'un nouveau titre mondial à deux épreuves de la fin (Grande-Bretagne et Australie). Il s'agit de son 4e sacre d'affilée !
  - (Cyclisme sur route /Championnats du monde) : le Slovaque Peter Sagan conserve son titre de champion du monde sur l'épreuve de la course en ligne à Doha au Qatar. Il s'impose dans le sprint final devant le Britannique Mark Cavendish et le Belge Tom Boonen.
- 2020 :
  - (Cyclisme sur route /Tour d'Italie) : sur la 13e étape du Tour d'Italie qui se déroule entre Cervia et Monselice, sur une distance de 192 km, victoire de l'Italien Diego Ulissi. Le Portugais João Almeida conserve le maillot rose.

## Naissances

### XIXesiècle
- 1843 : 
  - Émile Delahaye, ingénieur et pilote de course automobile français. Pionnier de l'automobile, fondateur de la marque Delahaye en 1895. († 1er juin 1905).
- 1860 :
  - Étienne van Zuylen van Nyevelt, cavalier, pilote de course automobile, homme d'affaires et philanthrope belge. Président de la FIA de 1904 à 1931. († 8 mai 1934).
- 1861 :
  - Richard Sears, joueur de tennis américain. Vainqueur des US Open 1881, 1882, 1883, 1884, 1885, 1886 et 1887. († 8 avril 1943).
- 1864 :
  - Maurice Dezaux, athlète de demi-fond français. († 19 mars 1919).
- 1870 :
  - Sandy McMahon, footballeur écossais. (6 sélections en équipe nationale). († 25 janvier 1916).
- 1872 :
  - Walter Buckmaster, joueur de polo britannique. Médaillé d'argent aux Jeux de Paris 1900 et aux Jeux de Londres 1908. († 30 octobre 1947).
- 1878 :
  - Eugenio Canfari, footballeur puis dirigeant sportif italien. Président de la Juventus de 1897 à 1898. († 23 mars 1962).
  - Maxie Long, athlète de sprint américain. Champion olympique du 400 m aux Jeux de Paris 1900. († 4 mars 1959).
- 1882 :
  - Jimmy Hogan, footballeur puis entraîneur britannique. Sélectionneur de l'équipe des Pays-Bas en 1910 et de l'équipe de Suisse en 1924. († 30 janvier 1974).
- 1883 :
  - Marty Walsh, hockeyeur sur glace canadien. († 27 mars 1915).
- 1885 :
  - Dorando Pietri, athlète de fond italien. († 7 février 1942).
- 1887
  - Oda Mahaut, fleurettiste franco-danoise († 19 mai 1955).

### XXesièclede1901à1950
- 1903 :
  - Jean Rebeyrol, nageur français. († 25 août 1975).
- 1925 :
  - Apo Lazaridès, cycliste sur route français. († 30 octobre 1998).
- 1929 :
  - Ivor Allchurch, footballeur gallois. (68 sélections en équipe nationale). († 10 juillet 1997).
- 1934 :
  - Peter Ashdown, pilote de course automobile britannique.
- 1940 :
  - Dave DeBusschere, basketteur américain. († 14 mai 2003).
- 1947 :
  - Terry Griffiths, joueur de snooker gallois. Champion du monde de snooker 1979. († 1er décembre 2024).
- 1950 :
  - Héctor Baley, footballeur argentin. Champion du monde de football 1978. (12 sélections en équipe nationale).

### XXesièclede1951à2000
- 1953 :
  - Alonzo Bradley, basketteur américain.
- 1955 :
  - Wilf Paiement, hockeyeur sur glace canadien.
- 1956 :
  - Melissa Belote, nageuse américaine. Championne olympique du 100 dos, 200 dos et 4 × 100 m 4 nages aux Jeux de Munich 1972. Championne du monde de natation du 200 m dos 1973.
- 1958 :
  - Jean-Denys Choulet, entraîneur de basket-ball français.
- 1959 :
  - Kevin Figaro, basketteur américain.
- 1962 :
  - Manute Bol, basketteur soudanais. († 19 juin 2010).
  - Tamara McKinney, skieuse alpine autrichien. Championne du monde de ski alpin du combiné 1989.
- 1965 :
  - Tom Tolbert, basketteur américain.
- 1968 :
  - Jean-Philippe Gatien, pongiste français. Médaillé d'argent en simple aux Jeux de Barcelone 1992 puis médaillé de bronze en double aux Jeux de Sydney 2000. Champion du monde de tennis de table en simple 1993 et médaillé de bronze en double aux CM de tennis de table 1995 et 1997.
- 1970 :
  - Mehmet Scholl, footballeur puis entraîneur et ensuite consultant TV allemand. Champion d'Europe de football 1996. Vainqueur de la Coupe UEFA 1996 et de la Ligue des champions 2001. (36 sélections en équipe nationale).
- 1972 :
  - Darius Kasparaitis, hockeyeur sur glace soviétique puis lituanien et ensuite américain. Champion olympique aux Jeux d'Albertville 1992 puis médaillé d'argent aux Jeux de Nagano 1998 et médaillé de bronze aux Jeux de Salt Lake City 2002. Champion du monde de hockey sur glace 1994.
  - Kordell Stewart,  joueur de foot U.S américain.
- 1973 :
  - Heinz Schilchegger, skieur alpin autrichien.
- 1974 :
  - Paul Kariya, hockeyeur sur glace canadien. Médaillé d'argent aux Jeux de Lillehammer 1994 et champion olympique aux Jeux de Salt Lake City 2002.
- 1975 :
  - Luigi Séguy, pilote de motocross français. Vainqueur du Motocross des nations 2001.
- 1978 :
  - Martin Telser, footballeur liechtensteinois. (73 sélections en équipe nationale).
- 1980 :
  - Sue Bird, basketteuse israélo-américaine. Championne olympique aux Jeux d'Athènes 2004, aux Jeux de Pékin 2008 aux Jeux de Londres 2012 puis aux Jeux de Rio 2016. Championne du monde de basket-ball féminin 2002, 2010, 2014 et 2018. Victorieuse des Euroligue féminine de basket-ball 2007, 2008, 2009 et 2010. (73 sélections en équipe nationale).
- 1981 :
  - Moussa Badiane, basketteur français.
- 1982 :
  - Alan Anderson, basketteur américain.
  - Raven Klaasen, joueur de tennis sud-africain.
  - Frédéric Michalak joueur de rugby à XV français. Vainqueur des Grand chelem 2002, 2004 et 2010, du Tournoi des six nations 2006, des Coupe d'Europe de rugby à XV 2003, 2005, 2010, 2013, 2014 et 2015. (77 sélections en équipe de France).
  - Tuncay Şanlı, footballeur turc. (80 sélections en équipe nationale).
- 1983 :
  - Madeleine Michèle Ngono Mani, footballeuse camerounaise. (109 sélections en équipe nationale).
  - Philipp Kohlschreiber, joueur de tennis allemand.
  - Sabrina Reghaïssia, basketteuse française. (53 sélections en équipe de France).
- 1984 :
  - François Pervis, cycliste sur piste français. Médaillé de bronze de la vitesse par équipes aux Jeux de Rio 2016. Champion du monde de cyclisme sur piste du kilomètre contre-la-montre 2013 et 2017, champion du monde de cyclisme sur piste du keirin, du kilomètre et de la vitesse individuelle 2014 puis champion du monde de cyclisme sur piste du kilomètre contre-la-montre et du keirin 2015.
- 1985 :
  - Alexis Hornbuckle, basketteuse américaine.
  - Benjamin Karl, snowboardeur autrichien. Médaillé d'argent du slalom géant parallèle aux Jeux de Vancouver 2010 et de bronze du slalom parallèle aux Jeux de Sotchi 2014. Champion du monde de snowboard du slalom parallèle 2009, du slalom géant parallèle et du slalom parallèle 2011, du slalom géant parallèle 2013 puis du slalom parallèle 2021.
  - KJ Matsui, basketteur japonais. (26 sélections en équipe nationale).
  - Carlos Morais, basketteur angolais. Champion d'Afrique de basket-ball 2005, 2007, 2009 et 2013. (71 sélections en équipe nationale).
  - Verena Sailer, athlète de sprint allemande. Championne d'Europe d'athlétisme du 100 m 2010 et championne d'Europe d'athlétisme du relais 4 × 100 m 2012.
  - Casey Stoner, pilote de moto australien. Champion du monde de MotoGP 2007 et 2011. (45 victoires en Grand Prix).
  - Viktor Yosifov, volleyeur bulgare. (16 sélections en équipe nationale).
- 1986 :
  - Franco Armani, footballeur argentin. Vainqueur des Copas Libertadores 2016 et 2018. (11 sélections en équipe nationale).
  - Fouad Chafik, footballeur franco-marocain. (10 sélections avec l'équipe du Maroc).
- 1987 :
  - Michael Venus, joueur de tennis américano-néo-zélandais.
- 1989 :
  - Dan Biggar, joueur de rugby à XV gallois. Vainqueur du Tournoi des Six Nations 2013. (74 sélections en équipe nationale).
  - Cristian Martínez Alejo, footballeur andorran. (57 sélections en équipe nationale).
- 1990 :
  - Sam Bennett, cycliste sur route irlandais. Vainqueur de Paris-Bourges 2015.
  - Brock Motum, basketteur australien. (15 sélections en équipe nationale).
  - Tim Nedow, athlète de lancer de poids canadien.
- 1991 :
  - Jeffrey Crockett, basketteur américain.
  - Scott Sio, joueur de rugby à XV australien. Vainqueur du The Rugby Championship 2015. (70 sélections en équipe nationale).
  - Wilfried Yeguete, basketteur français.
- 1992 :
  - Bryce Harper, joueur de baseball américain.
- 1993 :
  - Caroline Garcia, joueuse de tennis française. Victorieuse des Masters féminin 2022.
  - Anna Lagerquist, handballeuse suédoise. (117 sélections en équipe nationale).
  - Clément Venturini, cycliste sur route français.
- 1995 :
  - Dinah Eckerle, handballeuse allemande. (75 sélections en équipe nationale).
  - Egor Orudzhev, pilote de course automobile d'endurance russe.
- 1996 :
  - Toprak Razgatlıoğlu, pilote de vitesse moto turc. Champion du monde de Superbike 2021 et 2024. (57 victoires en Grand Prix).
- 1997 :
  - Naomi Osaka, joueuse de tennis japonaise. Victorieuse des US Open 2018 et 2020 puis des Open d'Australie 2019 et 2021.
  - Charles Leclerc, pilote de Formule 1 monégasque. (8 victoires en Grand Prix).
  - Lewis Travis, footballeur anglais.
  - Mirko Zanni, haltérophile italien. Médaillé de bronze des -67kg aux Jeux de Tokyo 2020. Champion d'Europe d'haltérophilie des -65kg de l'arraché 2021 et 2023.
- 1998 :
  - Revaz Davitadze, haltérophile géorgien. Champion d'Europe d'haltérophilie des -85kg 2018 et des -89kg à l'épaulé-jeté 2021.
  - Jan Hörl, sauteur à ski autrichien. Champion olympique par équipes aux Jeux de Pékin 2022.
  - Stefán Teitur Þórðarson, footballeur islandais. (30 sélections en équipe nationale).

### XXIesiècle
- 2001 :
  - Nathan Patterson, footballeur écossais. (23 sélections en équipe nationale).
- 2002 :
  - Hanna Bennison, footballeuse suédoise. Médaillée d'argent aux Jeux de Tokyo 2020. (37 sélections en équipe nationale).
- 2003 :
  - Charlie Hughes, footballeur anglais.
  - Kacper Kozłowski, footballeur polonais. (6 sélections en équipe nationale).
  - Alice Sombath, footballeuse française. Victorieuse de la Ligue des champions féminine 2022. (4 sélections en équipe de France).

## Décès

### XXesièclede1901à1950
- 1913 :
  - Ralph Rose, 28 ans, athlète de lancers américain. Champion olympique du poids, médaillé d'argent du disque et médaillé de bronze du marteau aux Jeux de Saint-Louis 1904, champion olympique du poids aux Jeux de Londres 1908 puis champion olympique du poids à deux mains et médaillé d'argent du poids aux Jeux de Stockholm 1912. (° 17 mars 1885).
- 1917 :
  - Ernest Bambridge, 69 ans, footballeur anglais. (1 sélection en équipe nationale). (° 16 mai 1848).

### XXesièclede1951à2000
- 1956 :
  - Jack Southworth, 89 ans, footballeur anglais. (3 sélections en équipe nationale). (° 11 décembre 1866).
- 1960 :
  - Émile Georget, 79 ans, cycliste sur route français. Vainqueur des Bordeaux-Paris 1910 et 1912. (° 21 septembre 1881).
- 1968 :
  - Norman Hallows, 81 ans, athlète de fond britannique. Champion olympique du 3 miles par équipes et médaillé de bronze du 1 500 m aux Jeux de Londres 1908. (° 29 décembre 1886).
- 1971 :
  - Robert Accard, 73 ans, footballeur puis entraîneur français. (6 sélections en équipe de France). (° 26 novembre 1897).
- 1972 :
  - Henri Stoffel, 89 ans, pilote de courses automobile français. (° 2 juin 1883).

### XXIesiècle
- 2003 :
  - László Papp, 77 ans, boxeur hongrois. Champion olympique des -73 kg aux Jeux de Londres 1948 puis champion olympique des -71 kg aux Jeux d'Helsinki 1952 et aux Jeux de Melbourne 1956. (° 25 mars 1926).
- 2004 :
  - Don Carlson, 85 ans, basketteur puis entraîneur américain. (° 22 mars 1919).
- 2006 :
  - Trebisonda Valla, 90 ans, athlète de haies italienne. Championne olympique du 80 m haies aux Jeux de Berlin 1936. (° 20 mai 1916)
- 2011 :
  - Dan Wheldon, 33 ans, pilote de courses automobile britannique. (° 22 juin 1978).
- 2013 :
  - Albert Bourlon, 96 ans, cycliste sur route français. Vainqueur de Paris-Bourges 1947. (° 23 novembre 1916).
  - Simon Phillips, 79 ans, pilote de courses automobile britannique. (° 21 août 1934).
- 2016 :
  - Anthony Foley, 42 ans, joueur de rugby à XV puis entraîneur irlandais. Vainqueur des Coupe d'Europe de rugby 2006 et 2008. (62 sélections en équipe nationale). (° 30 octobre 1973).
- 2018 :
  - Pierre Barlaguet, 86 ans, footballeur puis entraîneur français. (° 18 octobre 1931).
- 2024 :
  - Casimir Nowotarski, 91 ans, footballeur puis entraîneur français. (° 26 novembre 1932).
  - Roald Poulsen, 73 ans, footballeur puis entraîneur danois. Sélectionneur de la Zambie de 1993 à 1994 à 1996 puis en 2002. (° 28 novembre 1950).